# 巨貘

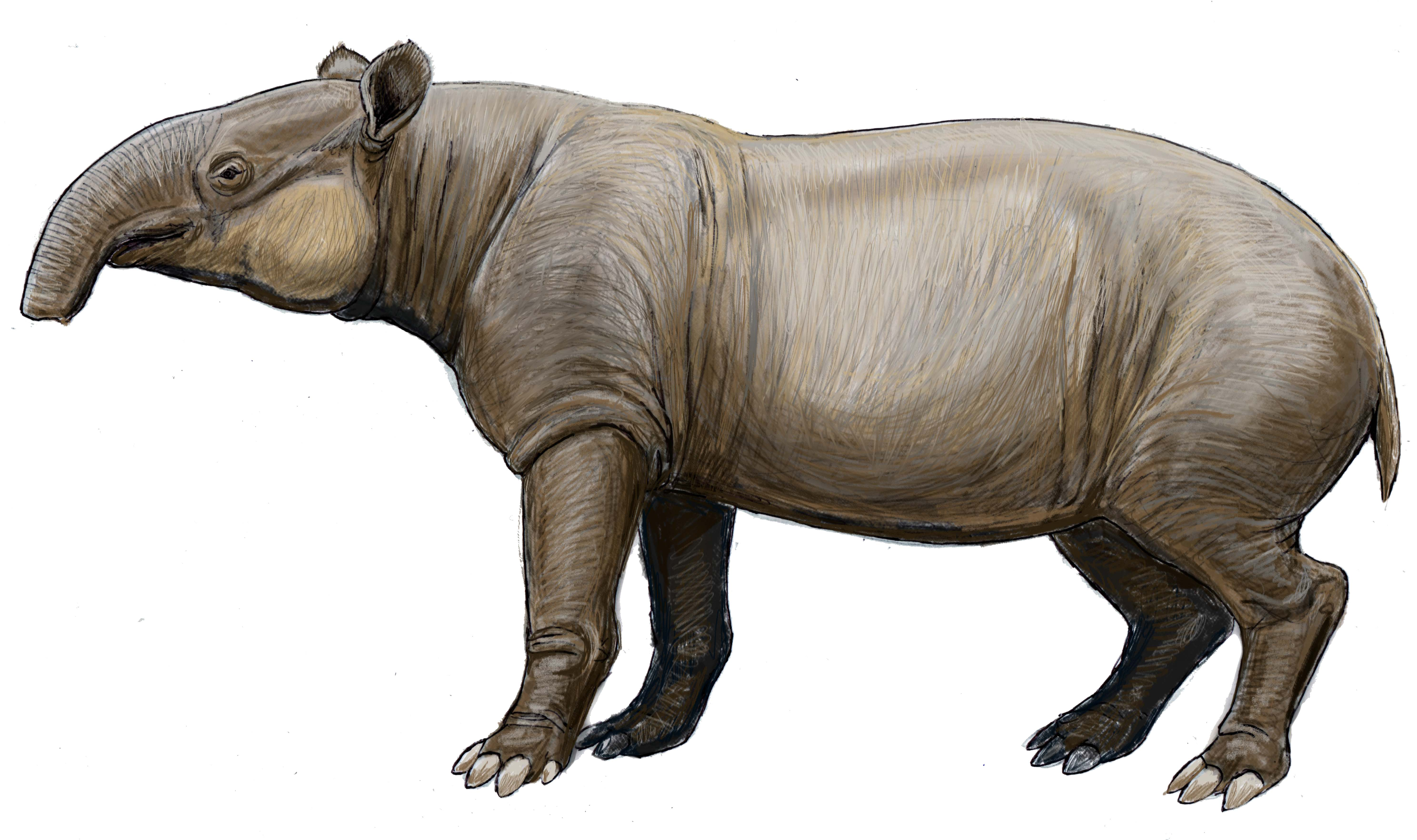
巨貘（T. augustus）復原圖

巨貘為已滅絕的貘，棲息於中國南方至爪哇島及越南。最早出現於更新世早期，一直到全新世早期才絕種。巨貘的體型較現存的貘大，體型範圍由體長2.1（6.9英尺）、肩高0.9（3.0英尺）至體長3.5（11英尺）、肩高1.5（4.9英尺）；體重可達500（1,100英磅）。巨貘最早被分類至獨立的巨貘屬（Megatapirus），現今則分類至貘屬（Tapirus）之下。